# 太康公主 (唐昭宗)
太康公主（?—?），唐朝公主，是中国唐朝第十九代皇帝唐昭宗李晔的十一个女儿之一。她的生母不详，史书仅仅记载了她的封号太康公主。因为唐朝末年和五代十国的混乱，史料失散，所以没有关于太康公主的相关记载。